# Destria fumidus
Destria fumidus är en insektsart som beskrevs av Sanders och Delong 1917. Destria fumidus ingår i släktet Destria och familjen dvärgstritar. Inga underarter finns listade i Catalogue of Life.